# Dschinghis Khan (bài hát Nhật Bản)
- ジンギスカン (Romaji: Dschinghis Khan, tên gọi theo tiếng Anh là Genghis Khan) là Single thứ mười sáu của nhóm Berryz Koubou thuộc Hello! Project. Nó vừa được phát hành vào ngày 12, tháng 3, năm 2008, bằng hai phiên bản. Phiên bản chính mang số Catalog PKCP-5114 và phiên bản Limited (với Bonus DVD) mang số Catalog PKCP-5112.
- Tên của Single lấy theo tên bài "Dschinghis Khan", của nhóm (cùng tên) Dschinghis Khan gồm những người Đức tham gia vào hệ thống truyền hình toàn châu Âu vào năm 1979. Bài hát đã được đưa vào làm nhạc dạo cho buổi trình diễn "Dschinghis Khan ~Wa ga Tsurugi, Netsu Suna wo Some yo~" (ジンギスカン～わが剣、熱砂を染めよ～) vào tháng 1 năm 2008.
- Single này không chỉ mang đến doanh thu cao nhất trong tuần đầu tiên so với những bài hát của Hello! Project Kids từng phát hành, vượt qua cả Renai Rider của nhóm Buono!, nó còn là Single chiếm doanh thu cao nhất cho nhóm.

## Ghi công
- Lời bài hát: B. Meinunger
- Dịch lời sang tiếng Nhật: Yamamoto Iori
- Biên soạn: R. Siegel
- Dàn dựng: DANCE☆MAN

## Danh sách bài hát trên CD thường
1. ジンギスカン (Romanji: Dschinghis Khan)
2. ダーリン I LOVE YOU (Berryz工房 ver.) (Darling I LOVE YOU (Bản Berryz Koubou))
3. ジンギスカン (Instrumental) (Dschinghis Khan (Bản nhạc khí))

## Danh sách bài hát trên DVD có hạn
1. ジンギスカン (Dance Shot Ver.) (Dschinghis Khan (Bản vũ đạo))

## Danh sách bài hát trên Single V
1. ジンギスカン (Romanji: Dschinghis Khan)
2. ジンギスカン (Close-up Ver.) (Dschinghis Khan (Bản cận mặt))
3. メイキング映像 (Quá trình dàn dựng)

## Danh sách bài hát trên Event V
1. ジンギスカン Mongolian Dance Shot Ver. (Bản vũ đạo Dschinghis Khan Mongolian)
2. ジンギスカン 清水佐紀 Ver. (Bản Dschinghis Khan của Shimizu Saki)
3. ジンギスカン 嗣永桃子 Ver.(Bản Dschinghis Khan của Tsugunaga Momoko)
4. ジンギスカン 徳永千奈美 Ver. (Bản Dschinghis Khan của Tokunaga Chinami)
5. ジンギスカン 須藤茉麻 Ver. (Bản Dschinghis Khan của Sudou Maasa)
6. ジンギスカン 夏焼雅 Ver. (Bản Dschinghis Khan của Natsuyaki Miyabi)
7. ジンギスカン 熊井友理奈 Ver. (Bản Dschinghis Khan của Kumai Yurina)
8. ジンギスカン 菅谷梨沙子 Ver. (Bản Dschinghis Khan của Sugaya Risako)

## Những buổi biểu diễn trên truyền hình
- Ngày 16, tháng 03, năm 2008 Haromoni@
- Ngày 17, tháng 03, năm 2008 Uta Doki! Pop Classics
- Ngày 27, tháng 03, năm 2008 Utaban
- Ngày 28, tháng 03, năm 2008 Music Japan
- Ngày 03, tháng 04, năm 2008 Oha Star
- Ngày 25, tháng 04, năm 2008 Music Fighter

## Những buổi biểu diễn phối hợp
- Berryz Koubou & °C-ute Nakayoshi Battle Concert Tour 2008 Haru ~Berryz Kamen vs Cutie Ranger~
- Hello! Project 2008 Summer Wonderful Hearts Kouen ~Hishochi de Date Itashima SHOW~
- Berryz Koubou Concert Tour 2008 Aki ~Berikore!~

## Bảng xếp hạng và doanh thu trênOricon
| T. Hai | T. Ba | T. Tư | T. Năm | T. Sáu | T. Bảy | C. Nhật | Xếp hạng trong tuần | Lợi nhuận hàng tuần |
| ------ | ----- | ----- | ------ | ------ | ------ | ------- | ------------------- | ------------------- |
| -      | 4     | 7     | 5      | 9      | 13     | 11      | 5                   | 30.667              |
| 11     | -     | -     | -      | 49     | -      | 40      | 41                  | 2.546               |
| -      | -     | -     | -      | -      | -      | -       | 75                  | 1.237               |
| -      | -     | -     | -      | -      | -      | -       | 74                  | 945                 |
| -      | -     | -     | -      | -      | -      | -       | 95                  | 613                 |
| -      | -     | -     | -      | -      | -      | -       | 135                 | 422                 |
| -      | -     | -     | -      | -      | -      | -       | 185                 | 355                 |
| -      | -     | -     | -      | -      | -      | -       | 197                 | 311                 |

Tổng doanh thu: 37.096

## Liên kết khác
- Danh mục bài hát của Berryz Koubou từ UP-FRONT WORKS: CD Lưu trữ ngày 13 tháng 9 năm 2012 tại Wayback Machine, DVD Lưu trữ ngày 13 tháng 9 năm 2012 tại Wayback Machine
- Lời bài hát từ trang projecthello.com: Dschinghis Khan, Darling I LOVE YOU (Bản Berryz Koubou)